# Synagoga w Lubawie
Synagoga w Lubawie – zbudowana w drugiej połowie XVIII wieku. Podczas II wojny światowej Niemcy zburzyli synagogę. Obecnie nie istnieje. Synagoga stała na miejscu dzisiejszego przystanku autobusowego przy placu zwanym Przygródkiem.